# 発芽

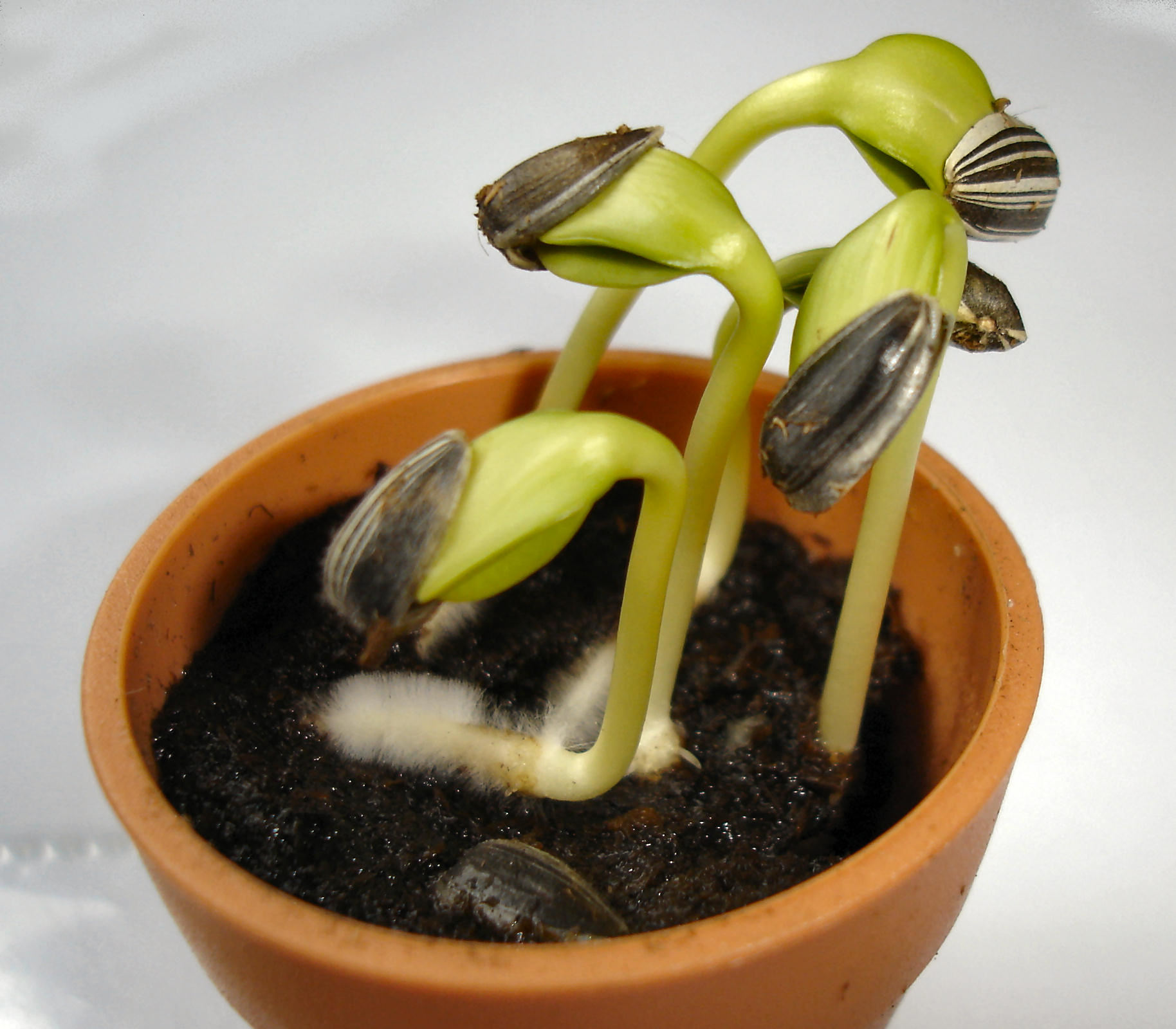
ヒマワリの種子発芽

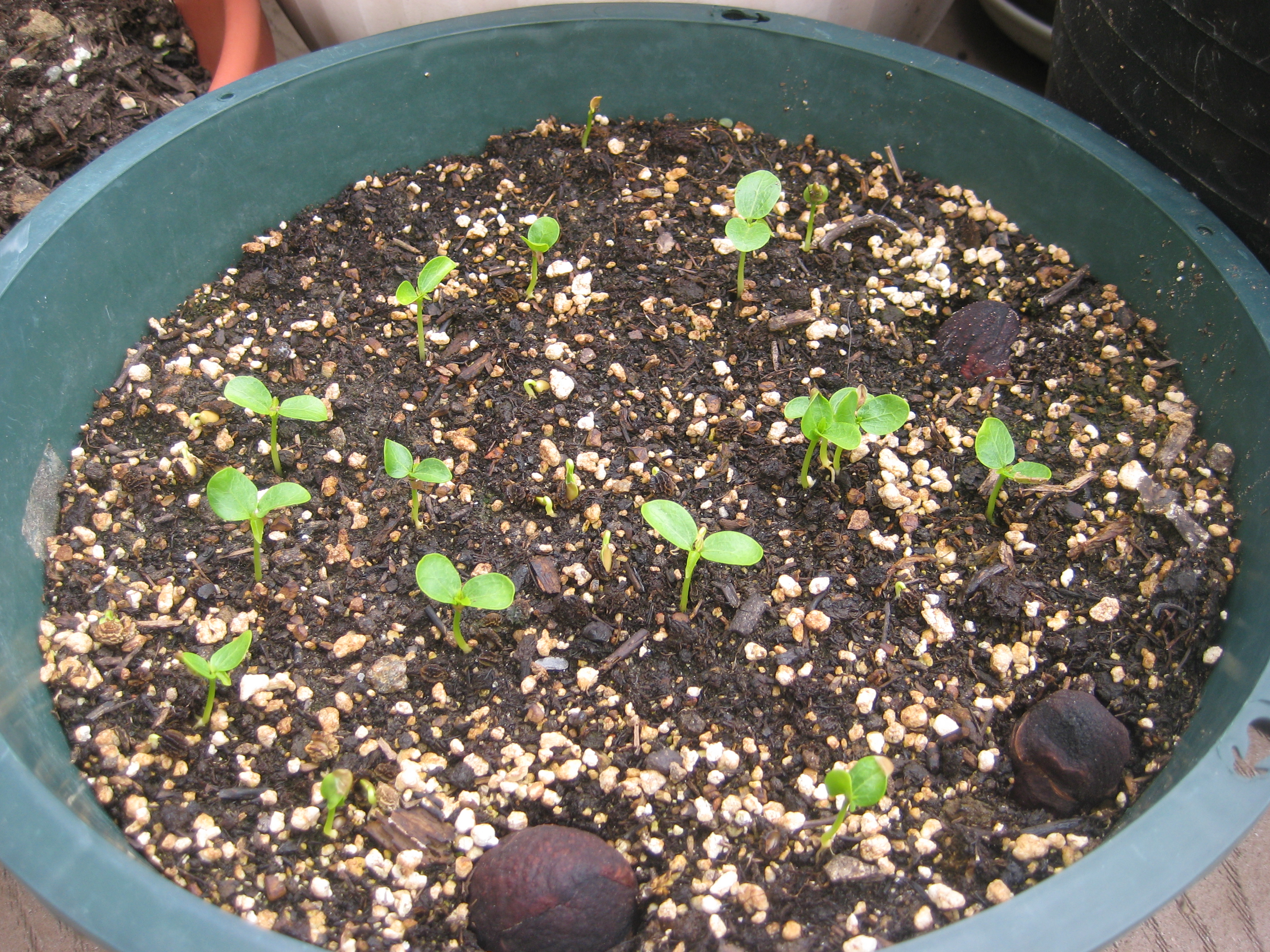
パパイヤの種子発芽

発芽（はつが、英:germination）とは、植物の種子やむかごなどから芽が出ること、また、胞子や花粉などが活動を始めることを指す用語である。似た用語に萌芽（ほうが）があるが、これは通常樹木の冬芽や切り株からの芽生えのことを指す。

## 種子の発芽

地上性の発芽様式（左）と地下性の発芽様式の模式図

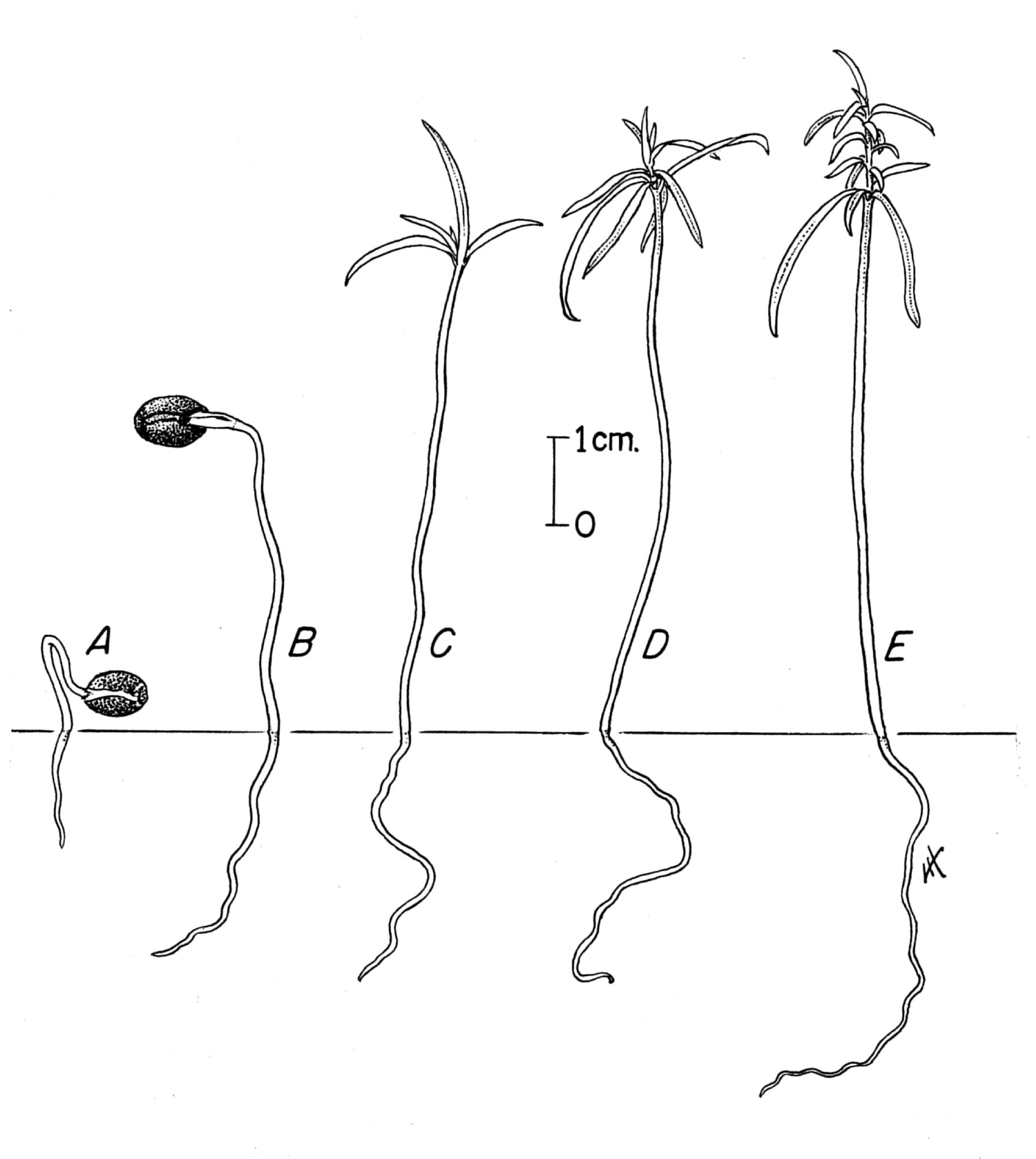
ヨーロッパイチイの種子の発芽。地上に現れてすぐの実生（一番左）は、胚軸の頂端がかぎ状になっている。また種皮が地上で脱落しているため、この実生は地上性である。

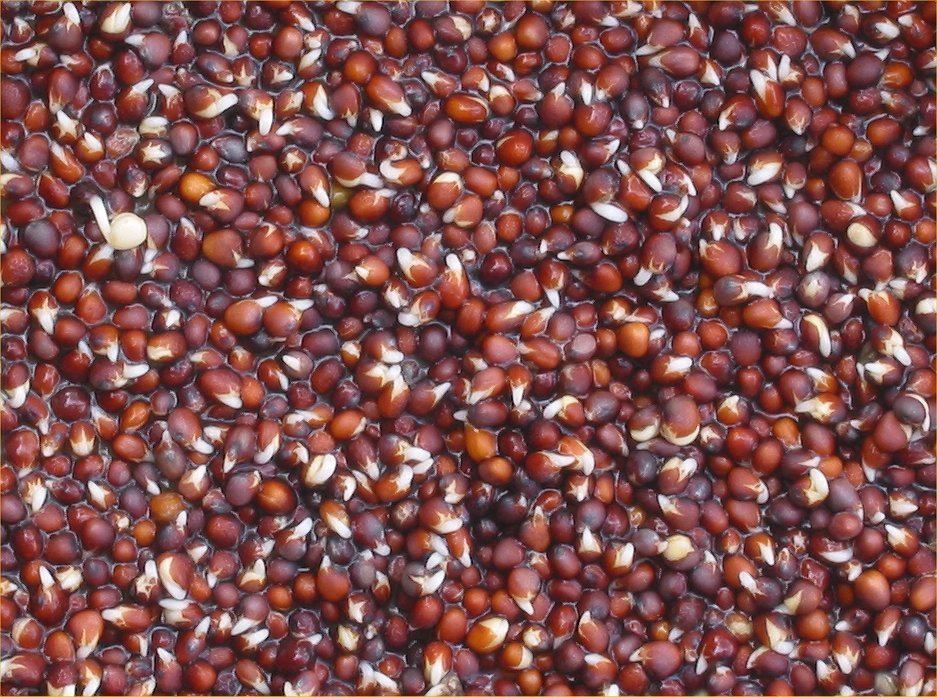
アブラナ属の1種の種子発芽。幼根が出ている。

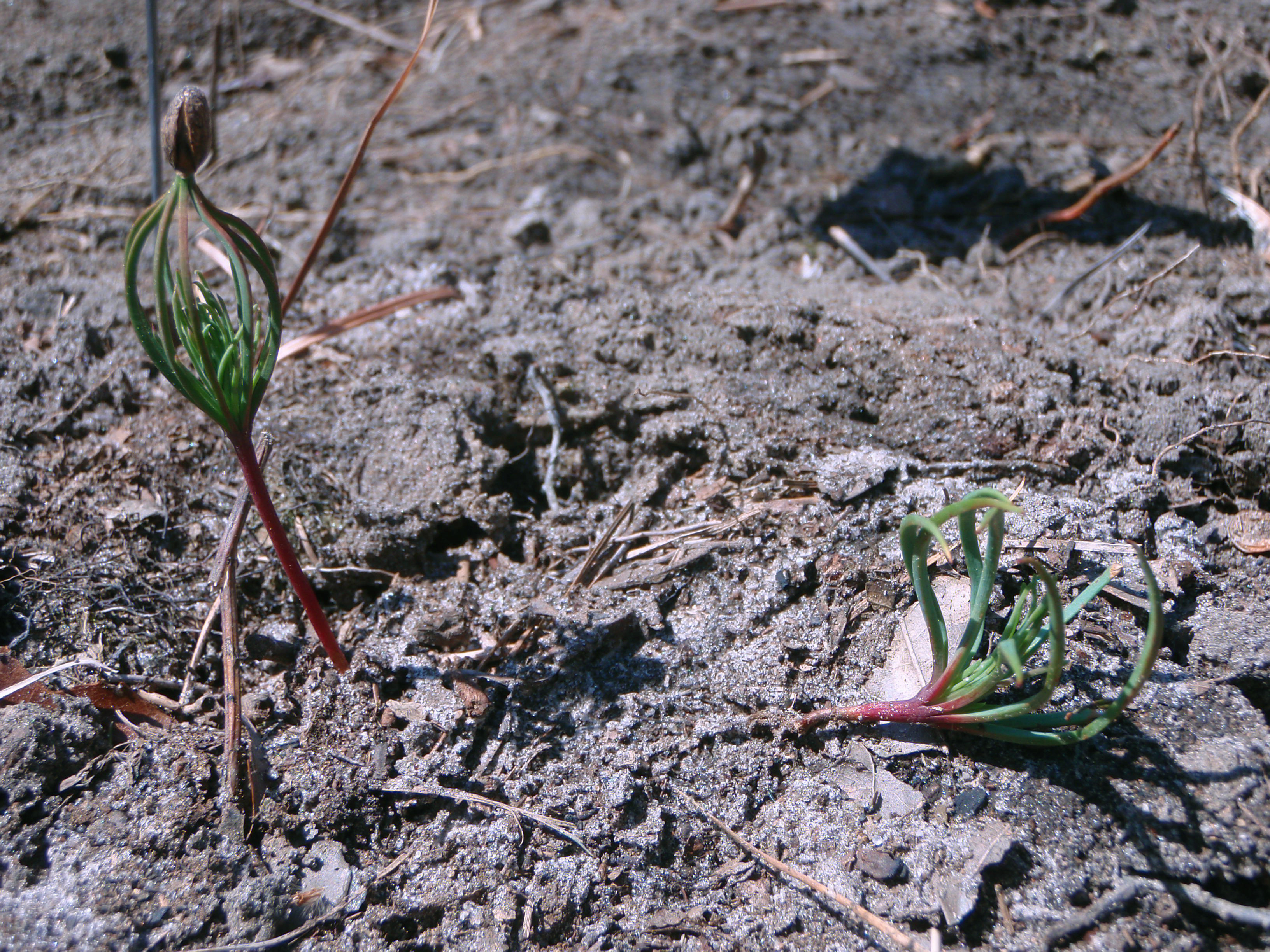
マツ属の実生は地上生（epigeal）である

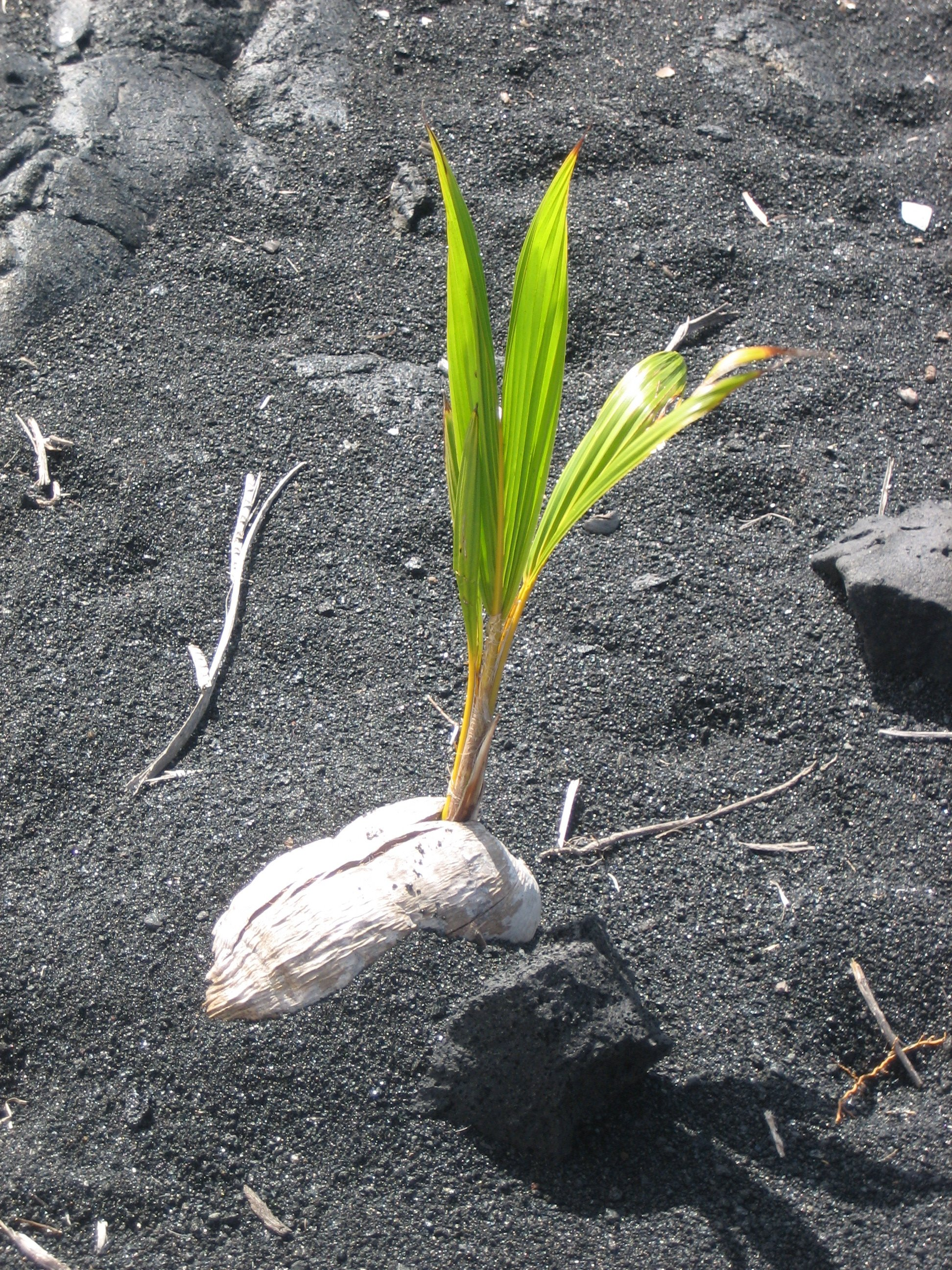
ココナッツの発芽は地下性(hypogeal)である

種子の発芽は、種子が吸水して、胚組織の一部である幼根（のちに根となる器官）が種皮を破って現れるまでの一連の過程を経て行われる。また発芽によって発生した幼植物のことを実生（みしょう）という。土壌中にある種子は、のちに茎となる胚軸が土を押し上げて地上に現れるが、その際に幼芽が傷つかないように、頂端がかぎ状になって幼芽を保護している。また発芽途中の段階では、幼芽は種皮に包まれている。芽が地上に出た後、かぎ状になっていた部分はまっすぐに伸び、幼芽が子葉となる。なお幼芽から種皮が外れるタイミングは2通りあり、地上に芽を出したあとに脱落する地上性の実生（英:epigeal germination）と、地中ですでに幼芽が種皮から離れる地下性の実生（英:hypogeal germination）とがある。この特徴は植物を分類するうえで使われることがある。
外見的には、幼根が種皮を破って出現するか、あるいは土壌から芽あるいは根が出現した段階で、種子が発芽したと認識できるが、実際にはその段階に至るまでに、種子の成熟や休眠など、種子内部での複雑な生理学的変化を経ている。一般的には、それらの生理学的な過程を経たあと、環境条件（光、水分、温度など）が適切な場所に置かれると種子は発芽するが、そのような外的環境以外にも、他の生物による被食などが発芽に大きな影響を及ぼす場合もある。

### 種子の成熟
種子が発芽力をもつためには、通常多少の成熟期間を必要とする。どの程度成熟期間が必要かは種によって異なり、形態的には未熟に見える段階ですでに発芽力を持つ植物（イネ科など）や、形態的には成熟したように見えても、その後一定の日数を経過しないと発芽力を獲得しない植物（ウリ科、ナス科など）などがある。種子の発育と発芽力の獲得については多くの研究があり、例えばレタスの種子は開花後8日ですでに発芽力を持ち、10-12日後には発芽率が非常に高くなることが知られている。一方カラタチのように開花後90-100日が経過しないと発芽力を獲得せず、120-130日後になって高い発芽率を示す、成熟の遅い種も知られている。
種子の成熟過程は、「登熟」「追熟」「後熟」の3つの過程に大きく分けることが出来る。登熟過程は開花、受粉後、果実が採取されるまでの期間を指し、その期間に種子の形態形成が進行し、脂質やデンプン、タンパク質などの貯蔵物質の蓄積や含水量の減少、休眠誘導などが起こる。この登熟過程では、種子の生長を調整する物質であるオーキシンやジベレリン、サイトカイニンなどの急激な増減がみられ、登熟過程が終了する頃にはそれらの濃度は低下している。
追熟過程は、通常果実が採集された日から種子が採集されるまでの日数を指し、その期間にさらなる貯蔵物質の蓄積や発育の進行が見られる。ただし十分な登熟期間を経ている場合は、追熟期間がなくても良好な発芽率を示す場合も多い。また追熟期間の発育量には温度などが大きく関係しており、低温より高温で発育がより進行することなどが知られている。
追熟後も発芽力を獲得できない種子は、発芽可能となるために後熟過程を経る必要がある。後熟過程では胚の形態形成や肥大成長が起こり、形態的に成熟することによって発芽力を得るが、開花から種子採取までの日数によって、後熟過程で得られる発芽力の強さも大きく異なる。例えばホオズキでは、開花後70日が経過してから採取した種子と、50-60日が経過してから採取した種子では、後者のほうが長い後熟期間を経ないと高い発芽率を示さないことが知られている。

### 休眠の解除

アブシジン酸は発芽を抑制する働きがある。

ジベレリンA_{3}。低温処理などによって増加し、発芽の促進に働く。

一部の種を除いて、種子植物の種子は、登熟を経て十分に成熟すると水分含量が少なくなり、種子内の代謝活性が著しく抑制される。この状態を休眠といい、生育可能な環境で確実に発芽するために獲得した能力であると考えられている。特に冷帯や温帯の種では、種子が生産されて秋ごろにすぐ発芽する種はほとんど無く、大半の種は冬の低温によって休眠を解除してからでないと発芽できない種子を生産する。このような休眠性をもつのは、霜や低温、乾燥といった生育に不適な環境である秋から冬に発芽せず、気温が上昇し生育に好適である春に発芽するためである。
休眠状態にある種子は胚の生長が抑制または停止されるため、発芽が起こるにはまず休眠を解除（打破）する必要がある。休眠を解除する要因には以下のようなものがある。
- 成熟過程の一部である後熟過程によって、休眠が解除されることが知られている[21]。後熟過程は、種子が好適な温度条件などが整った環境に置かれると進行し、胚の肥大成長や発芽抑制物質であるアブシジン酸などの減少、発芽促進物質の増加などが起こる[22]。なお休眠性を持たない種子は後熟過程をもたないものと考えられている[5]。
- 多くの種子は、低温条件下に一定期間置かれると、休眠が解除される（春化）。休眠解除に低温処理を必要とする種子では、低温条件に置かれると発芽抑制物質であるアブシジン酸が減少し、発芽促進物質であるジベレリン様物質が増加することが知られている[23]。
- イネやペカンなど高温処理によって休眠覚醒が促進される例も報告されている[24]。高温処理では、発芽抑制物質の分解促進や、包皮組織の変性による抑制物質の種子外への放出促進などが起こるものと推測されている[24]。
- 特に温帯で生育する種の中に、休眠の覚醒に湿層処理（湿った環境に一定期間置かれること）が必要となる種子をもつものが存在する[22]。またこの処理を低温環境下で行う場合は低温湿層処理といわれ、多くの種で休眠を解除する要因として知られている[25]。
- 種皮や果実が硬く、透水性のない種子のことを硬実種子というが、そのような硬実種子は種皮が腐食するなどして吸水性を獲得しなければ、休眠が解除されない。このような休眠を硬実休眠という[26]。実験的には濃硫酸などによる化学処理、あるいはヤスリ等による機械的な種皮の除去によって打破することが可能である[26]。

なお、休眠が解除された種子、あるいは休眠性のない種子が発芽に不適な環境に置かれた場合、二次休眠に入り、その後発芽に好適な環境に置かれても発芽できなくなることがある。

### 発芽に必要な条件
休眠が解除された種子が発芽するには、発芽に適した水分や温度、光などといった条件を満たした環境に種子が置かれる必要がある。主要な環境要因としては、次のような要因があげられる。

#### 水
水分は発芽を規制する最も重要な要因であり、発芽には多くの水を必要とする。含水量の少ない種子は水ポテンシャルによって種子内部へ吸水し、発芽に必要な代謝を活性化する。種子の吸水は、急激に水を吸って膨潤する吸水期、緩やかに吸水して代謝系が活性化する発芽始動期、発芽始動期で発芽に必要なタンパク質合成が行われた後、幼根や幼芽の生長が始まる成長期に分けられる。吸水が行われる部位は種によって異なるが、種皮や発芽口から吸水するものが多い。

#### 温度
発芽可能な温度は植物種、光条件、種子の成熟度などによって著しく異なる。発芽の最適温度は、温帯の植物で 20-25 °C、熱帯の植物で 30-35 °C であることが多い。一方で、発芽に適さない温度条件に置かれた場合、代謝活性が阻害されるなどして発芽が抑制されることもある。また一定の温度条件下で発芽する種子が多くある一方で、発芽に変温条件を必要とする植物も多くあるが、これは種子が自然条件下において昼夜の気温変化にさらされていることが関係していると考えられている。しかし変温環境がどのような生理学的、生化学的機構を引き起こしているのかについては、あまり明らかとなっていない。
また、通常の気温より高い温度に晒されることで発芽が促進される例も知られている。代表的なのは、山火事によって土壌中の種子が高温下に置かれることで発芽が促進される植物であり、先駆種（パイオニア種）的な特徴を持つアカメガシワなどがその例として挙げられる。山火事では、土壌の表面が非常に高温となるが、深さ数cm程度の土壌中では50 °C 程度の高温状態が長時間続くことが知られている。このため、深さ数cmの土壌中にある種子の内、耐熱性が低いアカマツなどの種子は長時間の高温条件によって死滅すると考えられているが、耐熱性の高いクサギやアカメガシワでは逆に発芽が促進され、火事の後更地になった環境で有利に植生を再生させることができると考えられている。ただし、耐熱性が低いアカマツなどでも、高温条件の継続時間が数十分程度と短ければ、他の種と同様に発芽が促進される。

#### 光

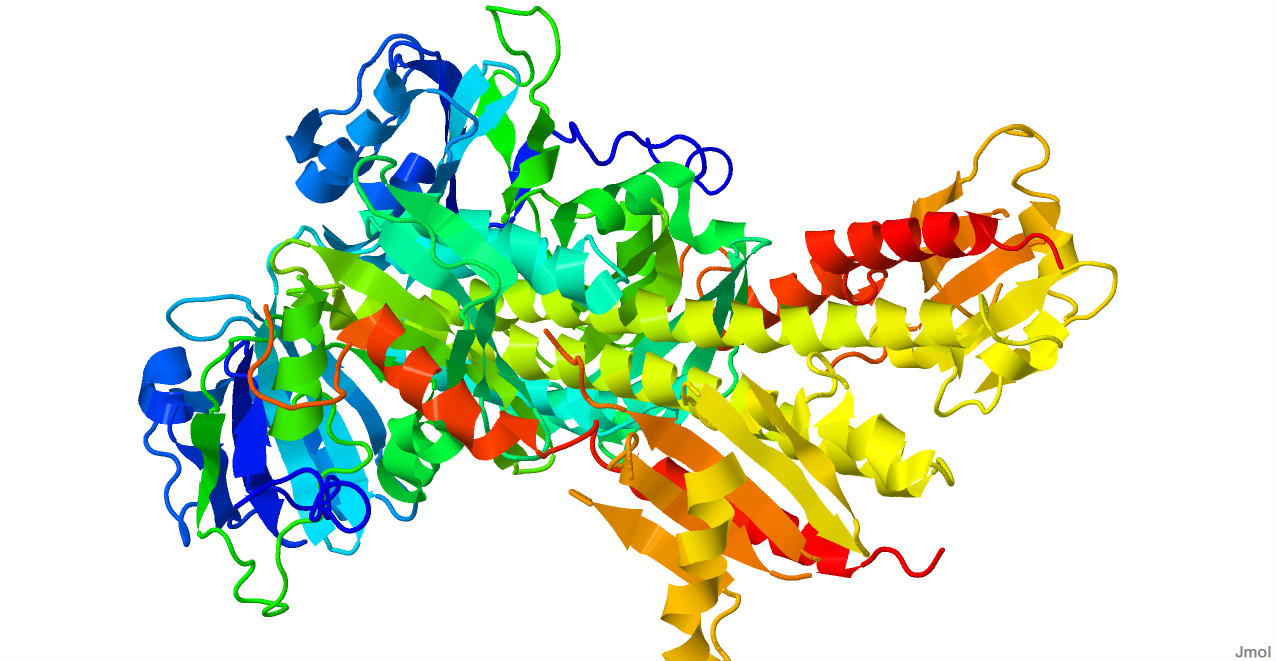
光を感知する物質であるフィトクロムの立体構造。

光は、古くから種子の発芽に影響することが知られている。例えばカスパリーは光が種子発芽を促進することを認め、またヘンドリクスらは光が発芽を抑制する事例を発見した。発芽における光の影響は植物種、また種子の生理条件などによってさまざまであるが、大きく分けて長日性の種子（長時間の光照射が発芽を促進）、短日性の種子（長時間の暗期が発芽に必要で、長時間の光照射が発芽を抑制）、そして光非依存性種子（光要求性なし）がある。光が発芽に必要なものは光発芽種子といわれ、964種の種子を対象に行なった発芽実験では約70%が光によって発芽を促進される光発芽種子であるとされた。また光によって発芽率が低下する種子は嫌光性種子というが、これは好光性種子よりも赤外線や紫外線による発芽阻害効果を強く受けるためで、嫌光性種子でも 600-700 μm など特定の波長では発芽が促進される。
光を感受する部位は種によって異なるが、種皮や胚、胚軸などで光を感受する種が多い。発芽に有効な波長は赤色光（R, 約 600 nm）であり、遠赤色光（FR, 約 730 nm）には発芽を抑制する効果や、赤色光によって獲得した発芽誘起効果を打ち消す効果があることが知られている。これらの波長は、種子に含まれる色素タンパク質であるフィトクロムによって感受される。フィトクロムは赤色光によって活性型（Pfr型）となり、発芽を促進する作用を持つが、遠赤色光を受けると不活性型（Pr型）に変化し、発芽を促進する機能を失う。またフィトクロムが活性を持つためには、種子が一定以上の水分を含んでいる必要がある。

#### 酸素
酸素は、多くの種において、種子発芽における代謝を行うために必要である。種子は、幼根や幼芽の生長を行うためのエネルギーとして呼吸により酸素を取り入れるが、種子外部が無酸素状態であれば、発酵による酸化過程からエネルギーを得る。一般に酸素吸収速度が大きいほど代謝が活発になるため、発芽過程の進行が早まる。
発芽を促進する酸素濃度は植物種、温度などによって異なり、例えばナスでは酸素濃度10%より30%でより高い発芽率を示す。しかしコナギなどの水田雑草では低酸素条件で発芽率が上昇し、逆に空気中の酸素濃度では発芽率が低くなるという種も多くある。酸素の少ない嫌気的な条件でも発芽できる種は、種子内にデンプンを豊富に貯蔵しており、それを利用して無気呼吸を行うことで発芽にかかるエネルギーを獲得している。また無気呼吸の際には有害な副産物が生じるが、嫌気発芽能を持つ種子ではそのような副産物を排除する機構も持っている。

### 発芽特性と生態的戦略

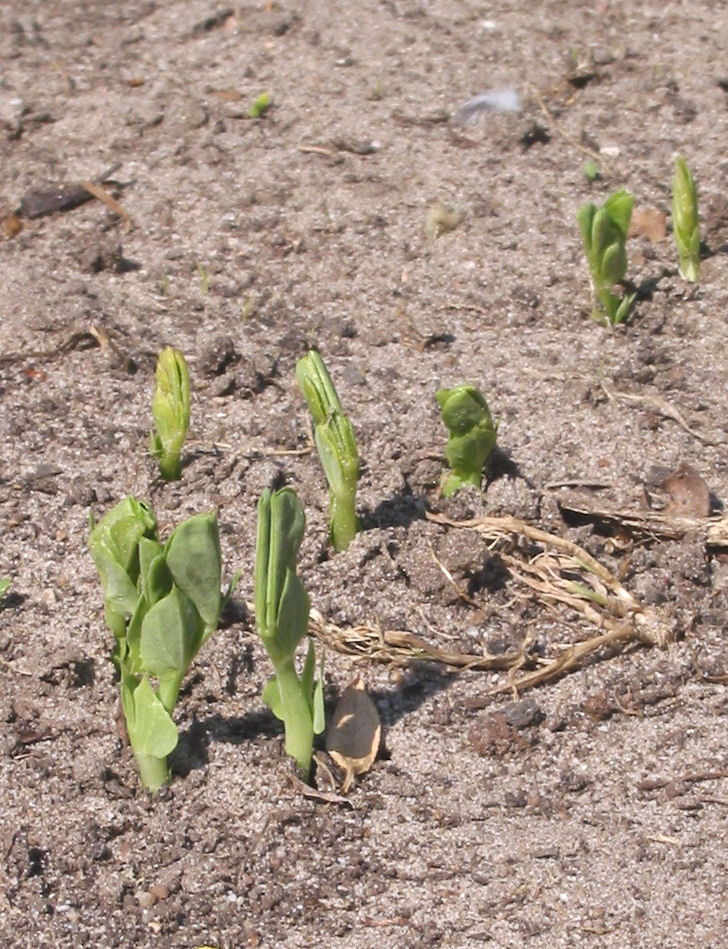
エンドウの発芽

種子植物の発芽特性はその植物の生態的な特徴とも大きな関係がある。例えば、更地に真っ先に侵入して個体群を拡大する先駆種（パイオニア種）といわれるタイプの樹木では、発芽は春から秋にかけて散発的に起こり、また休眠が複数年にわたることや、撹乱が起きた際に発芽しやすいといった特徴を持つ。ハルニレなどがその例として知られるが、これは、さまざまな環境で最適なタイミングで発芽することによって、どのような環境でも確実に実生を定着させるための戦略であると考えられている。一方、寿命が長く極相林を構成する種類などでは、発芽した実生の定着に失敗したとしても、寿命が長い分繁殖の機会が多いため、早春など生存率が高まると予想される時期に一斉に発芽する戦略を取る。
また農業雑草として知られる種では、種子の休眠性やそれに伴う不ぞろいな発芽といった発芽特性が、生態的に重要な特徴となっている。例えば栽培品種と交雑し、収量を減少させる野生のイネ（雑草イネ）は、栽培品種に比べ強い休眠性を持ち、発芽が不斉一に起こるため、代かきや耕起による死滅が回避され、また手取り除草によって一斉に淘汰されることを回避しているものと考えられている。

### 他の生物が発芽に及ぼす影響

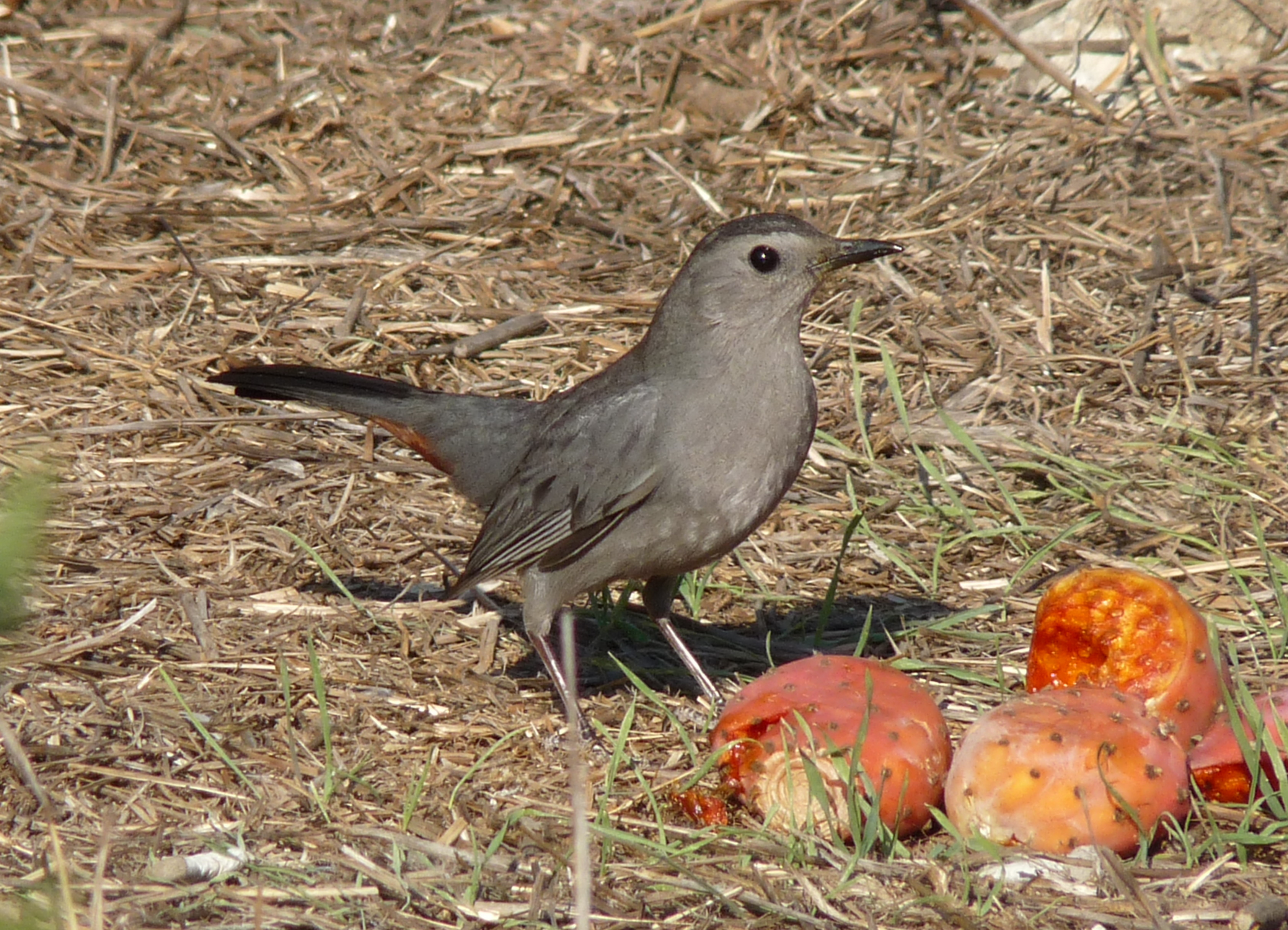
ウチワサボテンの果実を食べるネコマネドリ

種子発芽は、以上に示したような条件が揃えば発芽するとは限らず、他の生物の活動によって発芽が促進、あるいは抑制される例も知られている。
例えば、動物による果実の被食によって種子の発芽率が変化することが知られている。果実を捕食する鳥類や哺乳類は、消化管内で果実のみを消化し種子を排出するが、その過程で種皮に傷がつくなどして、被食されていない種子より被食された種子のほうが発芽率が上昇する例が知られている。また果肉には種子発芽を抑制する物質が含まれていると考えられており、果肉の被食あるいは土壌生物などによる分解が、発芽率を上昇させているものと考えられている。また被食や分解によって果肉が除去されないと種子の死亡率が高くなる例も報告されている。
また、植物の根などから分泌される化学物質（アレロケミカル、他感作用物質）によって、その植物の近辺にある他の植物の種子発芽が抑制されることもある（アレロパシー）。アレロケミカルの例として、アブシジン酸を放出することで種子の発芽、生育を一時的に阻害するテルペノイドや、オオイタドリがもつ強力な発芽阻害作用を持つナフトキノンなどが挙げられる。ただし、それらの化学物質によって同種の植物の種子発芽が阻害される場合は、自家中毒（自己中毒）といってアレロパシーとは区別される。
寄生植物の発芽には、生育に適した環境条件の他に寄主の存在が発芽に影響する。例えば根寄生性植物のストライガ Striga spp. では、寄主の存在と好適な環境条件が揃ったことを感知するとエチレン生合成が起こり、発芽が促進される機構をもつ。

## 無性的な繁殖体の発芽

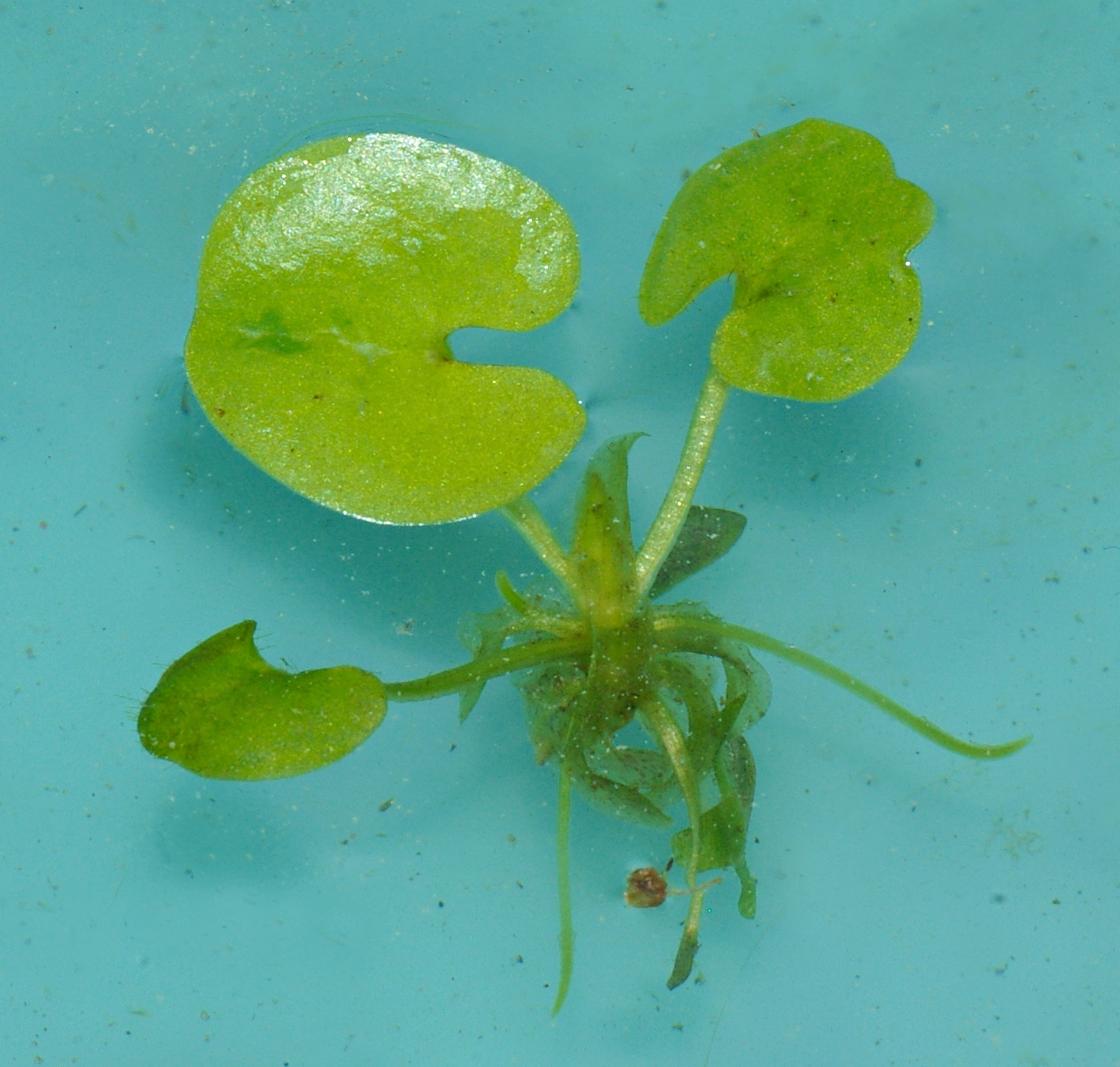
ヨーロッパトチカガミ（トチカガミ科）の殖芽の発芽

無性生殖や栄養生殖によって生産される、いわゆるむかごや塊茎（ジャガイモなど）、殖芽などといった繁殖体から芽が出ることも、種子と同様に発芽という。
これらの無性的な繁殖体は、種子とは異なる発芽特性を示す場合もある。例えばヤマノイモ属の種がもつむかごは、種子では発芽を促進する働きのあるジベレリンによって休眠が促進されることが知られている。またカシュウイモのむかごでは、低温処理によって発芽が阻害される。
同じ植物の種子と無性的な繁殖体の発芽特性が異なることもある。例えばヒルムシロ科の水草であるリュウノヒゲモは、塊茎という無性的な繁殖体をもつが、リュウノヒゲモの種子は低温処理や十分な後熟を経てもあまり発芽率が良くないのに対して、塊茎は低温処理を行うとさまざまな温度条件で良好な発芽率を示す。このような発芽特性の違いは、種子が主にシードバンクとして、一度消滅した個体群を再生させる機能をもつのに対し、塊茎は次年度の個体群を形成する機能を持つといった、各繁殖体の生態的な機能の違いにも関係している。

## 花粉の発芽

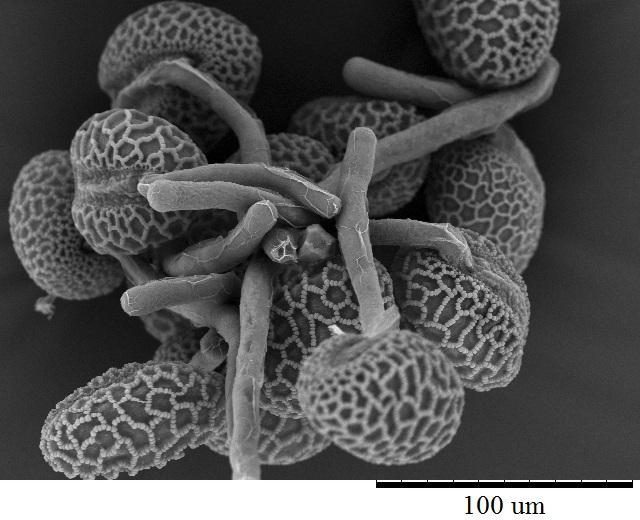
ユリ科植物の花粉の発芽（電子顕微鏡写真）

植物の花粉が柱頭に付着して受粉すると、花粉の発芽が起こり、花粉の中から花粉管が伸長する。この花粉管によって精細胞が胚珠に運ばれ、受精が起こって結実に至る。
花粉の発芽は柱頭での水和反応などによって促進されることが知られている。また花粉の発芽に適した温度も種によって異なり、例えばナスでは 15 °C より 25 °C でより高い発芽率を示す。花粉はシャーレ上や試験管内などで in vitro に発芽させることも可能である。花粉の発芽を実験的に行う場合は、培地として寒天培地やゼラチン培地などが用いられる。
自家不和合性を持つ植物においては、同じ花の花粉が柱頭についた場合（自家受粉）、花粉発芽の抑制や花粉管伸長の阻害が起こることが知られている。これは柱頭上で自花の花粉と他花の花粉を識別できる機構に基づいているが、この機構によって花粉は柱頭についても発芽できない、または発芽できても花粉管を伸長することが出来ずに受精には至らない。また、花粉発芽や花粉管伸長を阻害する物質としてギ酸カルシウムが知られており、摘花処理（一部の花を間引くこと）を行う際に使用されることがある。

## 胞子の発芽
シダ類・コケ類・シャジクモ類・藻類・菌類などの胞子が休眠状態から活動を始める場合にも発芽という。胞子が発芽すると、発芽管を通して胞子内の物質が出現するが、各分類群によって胞子からの生長様式は異なる。例えばシダ植物では、胞子からは前葉体を生じてそこから植物体を発達し、コケ植物の場合は通常胞子から原糸体を生じ、それが配偶体となる。菌類の場合は、胞子は普通は菌糸として発達する。また細菌では、胞子は発芽すると栄養細胞として生長する。
また一部の褐藻類、紅藻類、緑藻類、菌類などでは、鞭毛をもち運動能をもつ胞子である遊走子を持つこともあり、この遊走子から個体が発生することも同様に発芽という。

### シダ植物、コケ植物

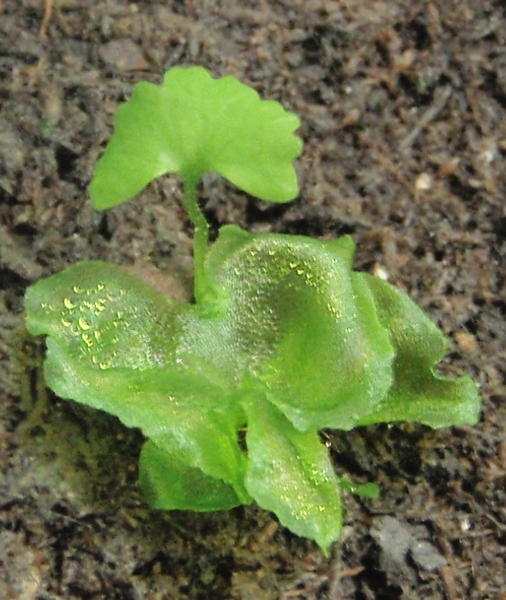
アメリカコウヤワラビ（シダ植物）の前葉体とそこから発芽した若い胞子体

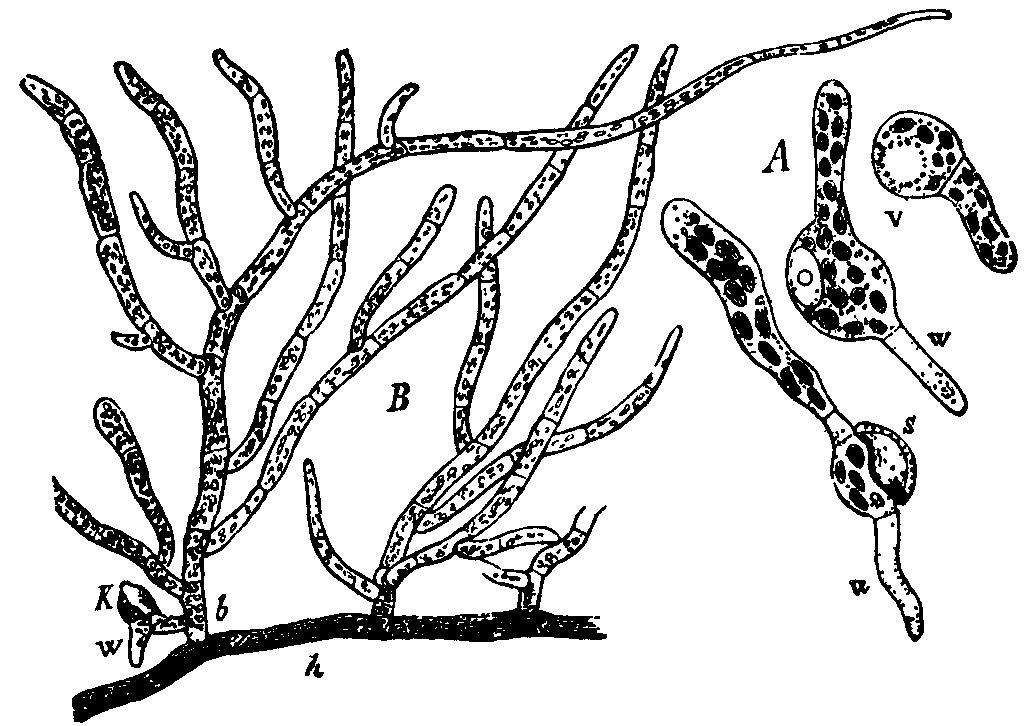
コケ植物の胞子発芽（図右）

シダ植物やコケ植物の胞子は胞子体で形成され、適当な環境条件で発芽して配偶体を形成する。シダ植物の場合、この配偶体のことを前葉体ともいい、発芽して生じた前葉体はハート型であることが多く、光合成による栄養成長によって生長する。一方コケ植物の胞子は、発芽すると原糸体となって分枝し、造卵器や造精器といった生殖器官をもつ配偶体に生長する。
シダ植物の胞子は、多細胞の種子とは違って一つの細胞からなる器官であるが、発芽の生理学的な面では種子と胞子で多くの特徴が共通している。たとえば光による胞子発芽には、種子と同様にジベレリンが関与していることが知られており、ジベレリン生合成阻害剤によって光発芽は阻害される。
シダ植物の胞子発芽に適した条件は、アメリカコウヤワラビなどで実験的に調べられている。それによると散乱光が胞子発芽を促進する一方で、太陽光は発芽に不適であるばかりか、強い太陽光に長時間晒されると葉緑体のクロロフィルが破壊される。また温度と光の組み合わせによって発芽率は変化し、アメリカコウヤワラビの場合、発芽に適した温度は、散乱光下では 16-34 °C であるが、暗黒条件では 24-33 °C の温度条件下で発芽が起きる。またトクサ属の種でも暗条件で発芽することが知られている。ただしコタニワタリなど、種によっては光がない条件で発芽できない胞子を持つものもある。
コケ植物の胞子発芽に関する環境条件については、ヒョウタンゴケなどの蘚類やゼニゴケなどの苔類でそれぞれ研究が行われている。光条件については、光に晒されることによって発芽が促進される一方、通常は光がない条件では発芽できないことがわかっている。ただし青色光や緑色光では発芽率が低下することも報告されている。また暗黒条件で1か月保存された胞子は発芽能を失う。しかし二酸化炭素を除去した環境でも発芽が起こることから、発芽に光合成は必要ではないものと考えられている。光の強さも発芽に影響し、蘚類では弱光条件でも発芽できるのに対し、苔類では弱光条件で発芽が阻害されることが知られている。ただしヒョウタンゴケなどでは、5%-10%濃度のブドウ糖を培地に与えると、暗黒条件でも発芽が起こることが知られている。
温度条件では、30 °C 以上の高温で胞子の死滅または発芽率の大幅な低下が見られるが、短時間の高温処理の後、光がある常温環境に置くと発芽が見られる。

### シャジクモ類

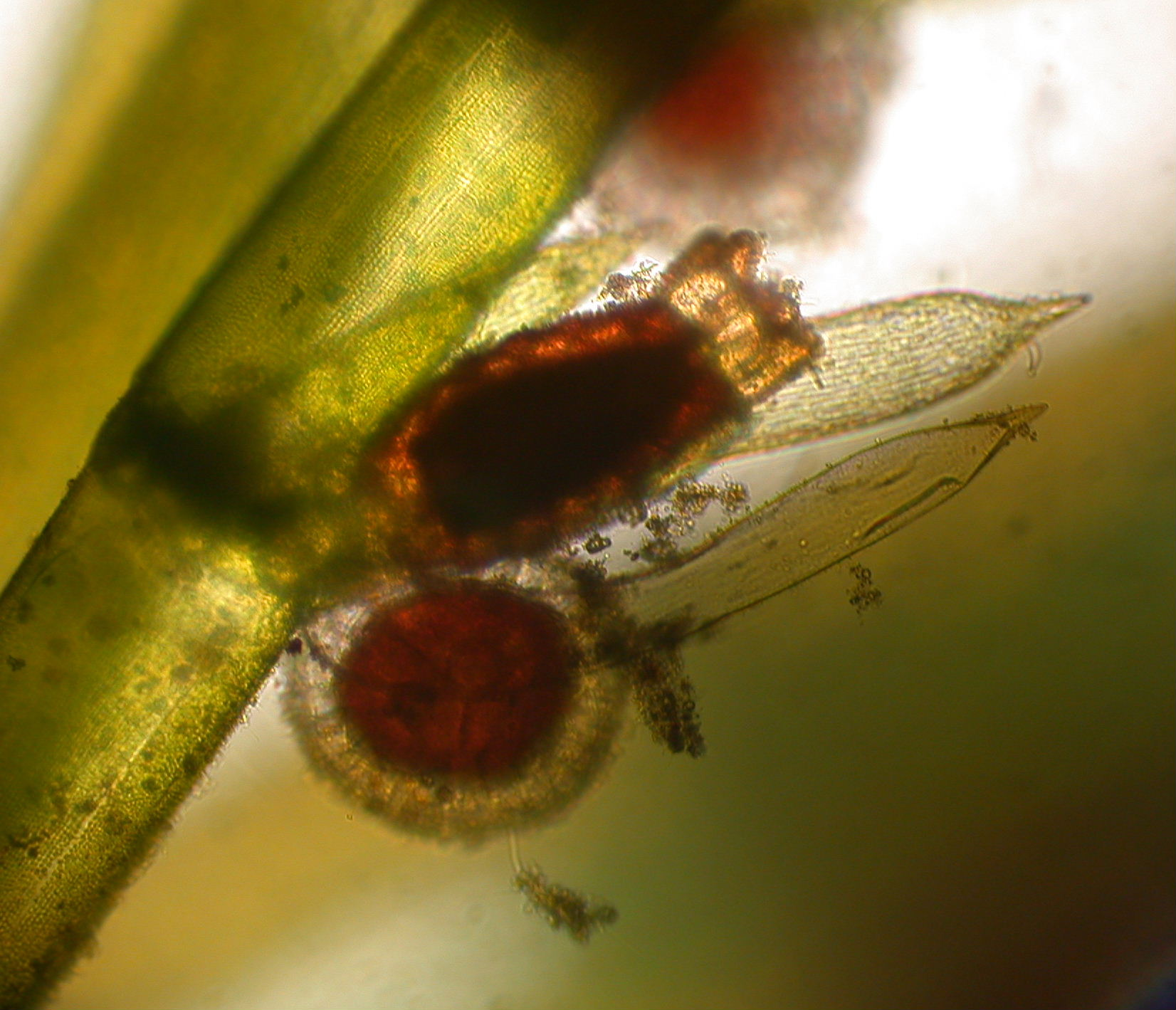
シャジクモ属の1種の生殖器。上の造卵器から卵胞子を生産する

シャジクモ類は他の緑藻植物と比べて陸上植物に最も近縁な分類群であり、陸上植物の起源になった分類群とされている。このシャジクモ類は卵胞子で繁殖を行なっているが、この卵胞子は休眠を経たのち減数分裂を行って発芽し、栄養生長を行なって成体となる。発芽に好適な環境については、実験室内、あるいはフィールドでの発芽実験がさまざまな種について行われている。例えば光環境や乾燥といった環境条件が発芽を引き起こす要因として知られているが、種によって発芽を引き起こす要因は異なっている。種ごとの具体的な発芽特性は、実験的に発芽させることが容易な Chara zeylanica の発芽適温（20-30 °C）など、いくつかの種で判明しているものもあるが、シャジクモ (Chara braunii) の卵胞子は低温処理（春化）など様々な条件で処理しても発芽が殆ど見られない、クサシャジクモ (Chara vulgaris) やヒメフラスコモ (Nitella flexilis) は乾燥処理や低温処理を加えても50%程度の発芽率にとどまる、など発芽に適した条件についてあまり研究が進んでいない種もある。

### 藻類
コンブやワカメなどの褐藻、テングサなどの紅藻、アオサなどの緑藻などといった藻類は、胞子あるいは遊走子をもち、それが石や岩、他の藻体、または堤防などの人工物に着生して発芽する。発芽した胞子は芽胞体や葉状体となり、それが生長して成体となる。
藻類の胞子発芽は、他の生物との相互作用によって制御されることもある。例えば海産の細菌である Pseudoalteromonas tunicata は、アオサ（緑藻）やイトグサ（紅藻）の胞子発芽を阻害する物質を分泌している。またサンゴモ（紅藻）の一種であるエゾイシゴロモは、その表面に遊走子が付着すると、その遊走子の発芽、生育を阻害する働きを持っていることが知られている。
また特に渦鞭毛藻などでは、シスト（休眠胞子、休眠性接合子）という休眠性の細胞体を形成し、それが発芽して繁殖する性質が知られている。シストの発芽には通常一定期間の休眠が必要であり、休眠期間は種によって異なるが、数週間から6か月程度である種が多い。また、シストを発芽させるために低温処理などによって休眠解除を行う必要がある種もいる。シストの発芽可能な温度は 5-22 °Cと幅広いが、5 °C など低温条件で生じた発芽細胞は生存できず、発芽に適した条件が揃えばその後生育が可能であるか否かにかかわらず発芽するものと考えられている。

### 菌類

担子菌類の生活環

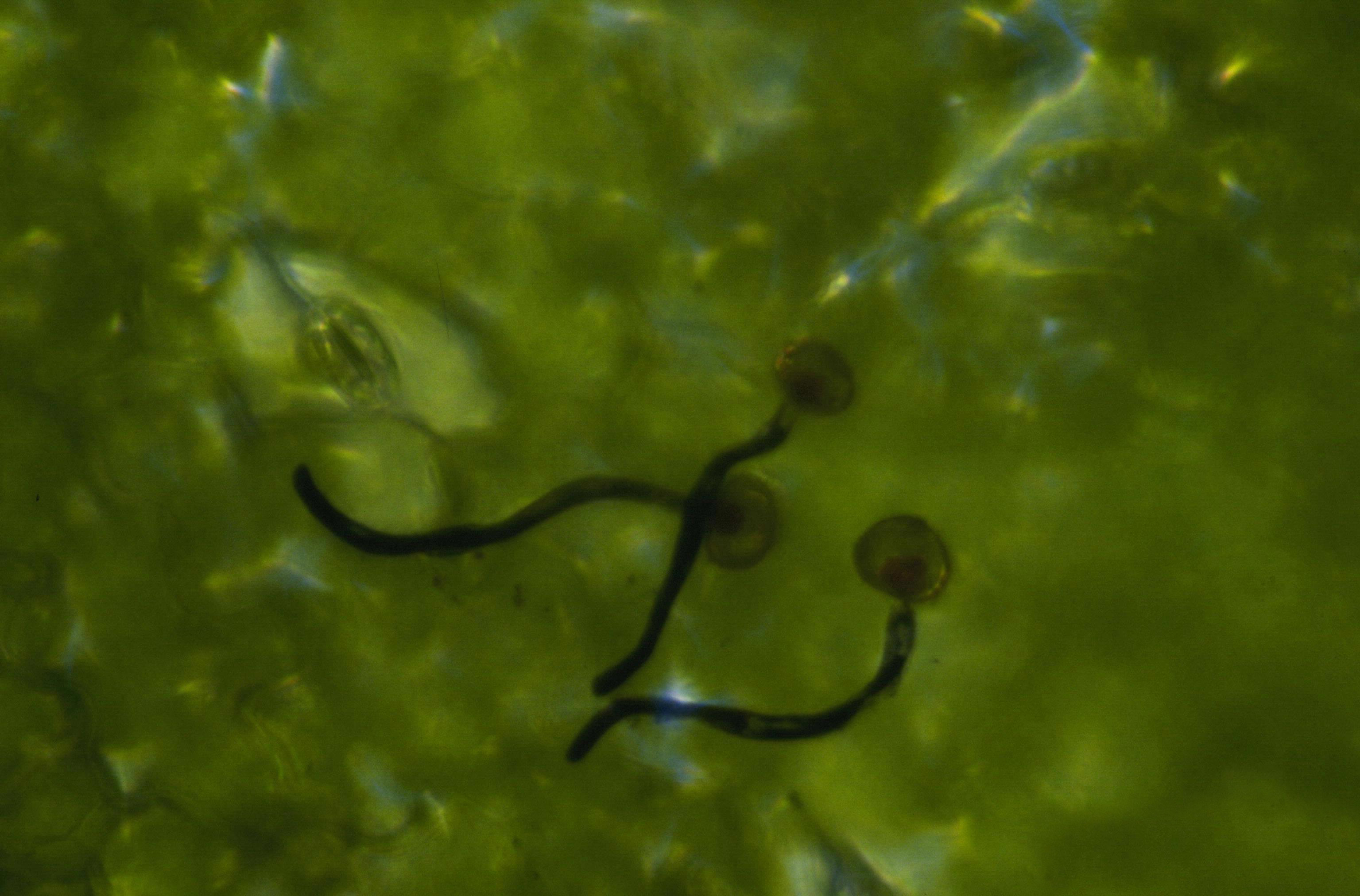
さび病菌の胞子発芽

いわゆるキノコを生産する担子菌類の胞子については、幾つかの種で発芽に適した条件が研究されている。例えば低温条件下で胞子を一定期間保存することによって、多くの種で発芽率が上昇することが知られている。また光なども発芽に影響を与えることが知られており、例えば Thanatephorus cucumeris の胞子は、直射日光に30-60分間さらされることで急速に発芽能を失うとされる。化学物質によって胞子発芽が誘引される例も知られており、例えばマツタケの胞子は酪酸を加えた培地に播くことである程度発芽率が上昇する。またマツタケなどの菌根菌の胞子では、共生関係にあるマツなどの樹木の苗を培養した培地に播くことによっても、ある程度発芽率が上昇することが知られている。しかし、発芽条件について不明な点も多く残されており、特に前述したマツタケなどの菌根菌では、培地に播種してもほとんど発芽しないことも多い。また多くの菌根菌の種では、採取された胞子は乾燥に非常に弱く、乾燥条件で放置すると数時間で発芽能を失う。
農作物や昆虫の天敵となる種を含む糸状菌の多くの種は、菌糸から無性的に生じる分生胞子をもち、これが発芽することによって増殖する。この分生胞子は種によって2つの型があることが知られており、アミノ酸などを外部環境から取り入れることで発芽が起こる型と、適度な温度下であれば水分のみで発芽が起こる型とがある。糸状菌の胞子発芽には、通常酸素と炭酸ガスが必要とされているが、例えばイネごま葉枯病菌など、後者のような特徴を持つ糸状菌の種では、酸素や炭酸ガスがない環境でも発芽管を伸長させ、正常に発芽できることが知られている。
ジャガイモ疫病菌などの卵菌類では遊走子嚢を持つが、その遊走子嚢から直接菌糸が生じる「直接発芽」と、遊走子嚢から遊走子を生産し、その遊走子が発芽して菌糸を生じる「間接発芽」という2つのタイプの発芽様式をもつ。遊走子嚢が直接発芽を行うか間接発芽を行うかは外部環境によって変化し、例えばジャガイモ疫病菌では、30-36 °C の高温処理を行うと、間接発芽型の遊走子が直接発芽型に転換する。また塩化カルシウム水溶液などが間接発芽を促進することも知られている。

### 細菌
細菌の胞子は、外部環境が好適になるまで休眠胞子となっており、コート層やコルテックス層などというタンパク質の層や、胞子細胞壁や胞子細胞膜などといった多重構造によって乾燥などから保護されている。休眠胞子は、L-アラニンなどの栄養素に触れるとすぐに発芽し、栄養細胞へと分化する。この発芽はコルテックス層などの分解に伴って起こり、早ければ数分から30分で発芽が完了する。

## 人間との関係
植物の種子発芽や、菌類、細菌などの胞子発芽については、古くから多くの研究がなされてきた。特に作物として重要な種や、病原菌など人間活動に害をなす種などでは、その発芽に関する知見が蓄積され、さまざまな方法で活用されている。

### 種子発芽の研究と利用

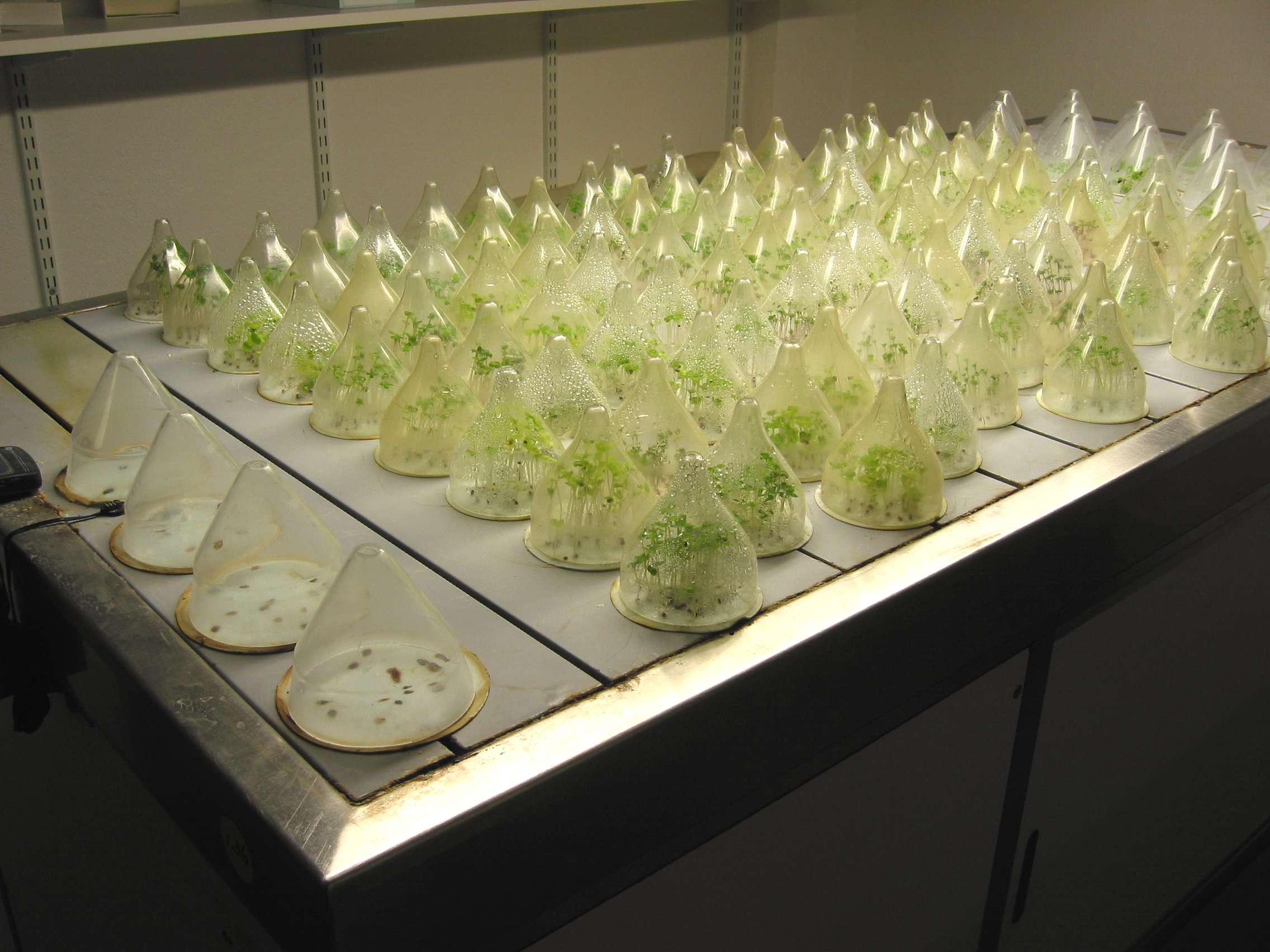
発芽試験の様子

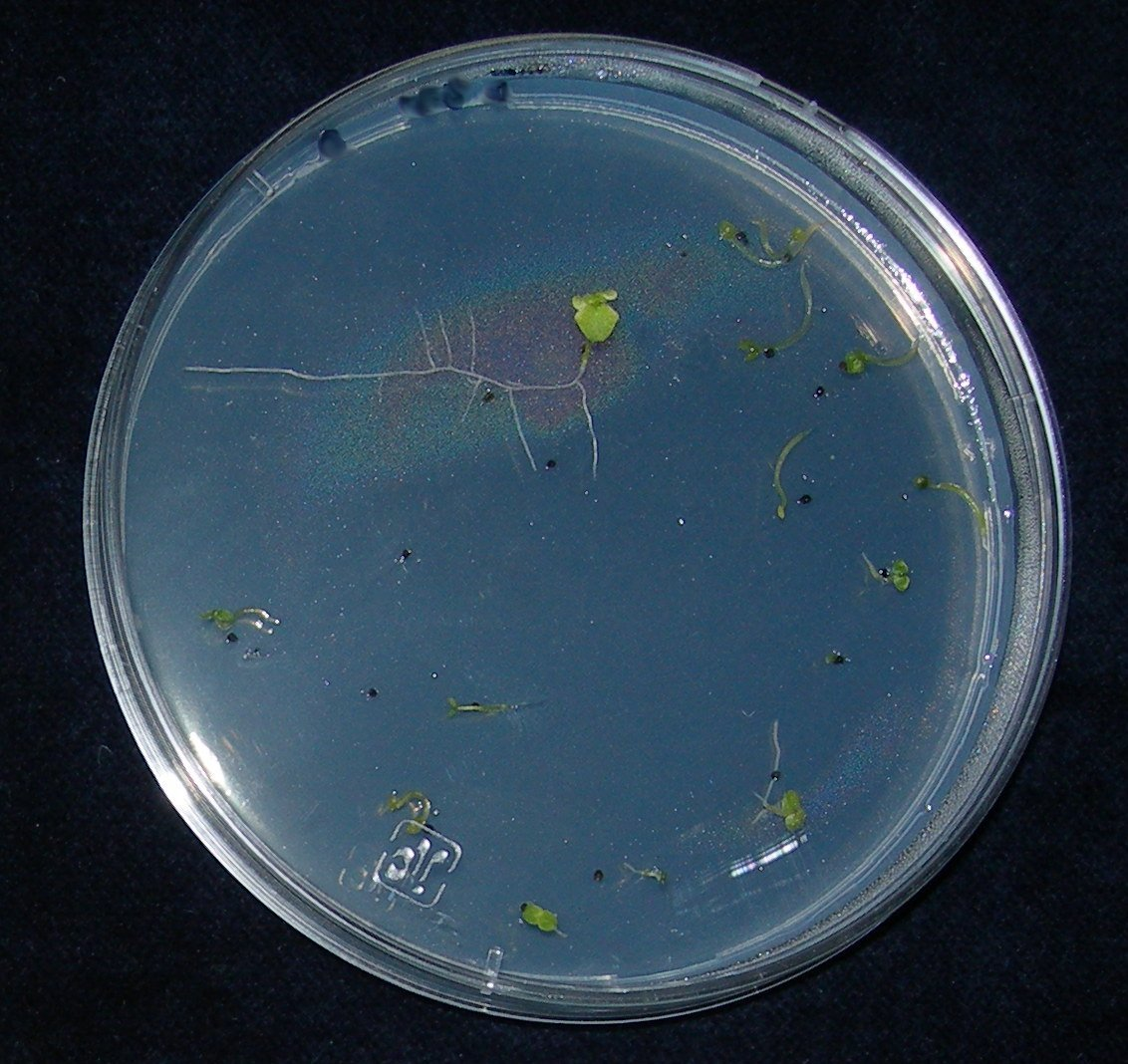
MS培地での発芽

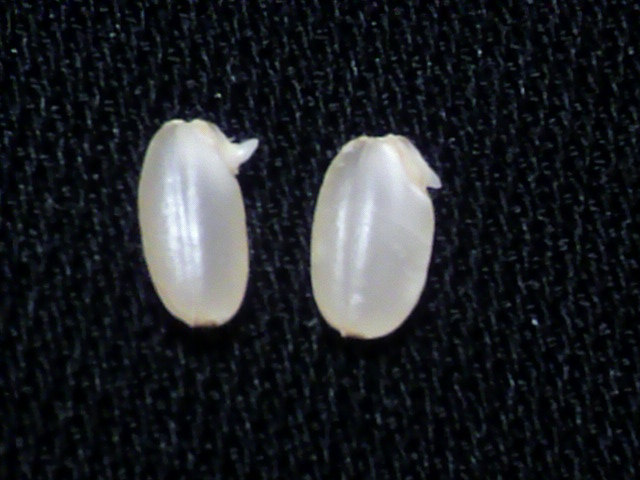
発芽玄米

農作物や花卉などとして重要な植物種、または雑草として扱われる種については、その発芽特性について特に研究が進められている。それらの種で発芽特性などを解明するために、室内または圃場などで、さまざまな手法による発芽実験（発芽試験）が行われている。
発芽実験は、主に圃場や苗畑、人工気象室（ファイトトロン）、あるいは室内のインキュベータなどで行われる。温度や日長など発芽にかかわる要因を確実に特定するためには、シャーレを用いた室内での発芽実験が行われる。また発芽試験において、一般的な発芽の生理活性を調べる場合の検定植物としては、阻害物質に対する感受性が高いレタスが多くの研究者に用いられている。
また農業分野では、作業量の軽減や安定的な収穫量を得るために、作物の種子は一斉に発芽することが求められる。一般的に野生種では休眠性が強く、発芽が起こるタイミングも散発的であるが、栽培に適したように品種改良されたものでは、休眠性の程度が低く、発芽時期も均一になる。これは、育種学的な操作による突然変異の利用や選抜、遺伝子組換えといった人為的な圧力を意識的、あるいは無意識的に繰り返すことで得られた性質である。
品種改良による発芽の斉一性の獲得だけでなく、プライム処理やコーティング処理、ネイキッド処理といった種子そのものの加工によって発芽、生育を調節することもあり、植物工場でもそのように加工された種子が利用される。植物工場では、発芽の不揃いが余分な労力負担や余計な施設稼働などにつながるため、特に発芽の斉一性が求められており、自動的、省力的に発芽を管理するため、温度や湿度、光などを調節する発芽室が施設内に設けられている。また、春播きの種を冬期に播種する場合には、発芽抑制剤を使用することで早期の発芽を抑制し、確実に越冬させてから春期に発芽するよう調節することが可能である。さらに、ジャガイモなどでは、収穫後にクロルプロファムなどの薬品を用いて、輸送・貯蔵中に品質が落ちないよう発芽抑制処理が行われる。
一方、作物の雑草や害草、侵略的外来種などといった駆除対象とされる種については、発芽生態の解明や、それに基づく防除法の確立が進められている。雑草の防除で最も一般的に行われているのは、除草剤など農薬による防除である。例えば稲作で用いられる非選択性除草剤のジクワット・パラコート混合剤は、雑草の草体を枯殺するだけでなく、雑草種子の発芽・発育も阻害することで、様々な種類の雑草を防除することが可能となる。作用機序は除草剤の種類によって様々であり、ジベレリンなど発芽時の代謝にかかる物質の生合成を阻害するものが知られている。しかしアトラジンやトリアジン、スルホニルウレア系除草剤などに抵抗性をもつ雑草が既に確認されており、そのような抵抗性をもった系統では、抵抗性を持たない系統より発芽率が高く、速やかな発芽率を示す場合も知られている。一方で、ALS（アセト乳酸合成酵素）阻害剤への抵抗性をもつ個体では、抵抗性を持たない個体よりも発芽が遅延することも報告されている。
また他に、除草剤などによらない防除法も幾つかの種で提案されている。例えばマメ科植物の強害雑草であり、かつ外来種である外来アサガオ類（ホシアサガオ、マメアサガオなど）は、火炎放射によってほぼすべての種子が発芽するため、火炎放射器によって発芽を促進させた後、水をはって数か月放置することによって全滅させるという防除法が提案されている。他に、ハリエニシダの種子に対してマイクロ波の照射を行い、種子発芽の促進、あるいは種子の死滅を誘導して防除するという方法も考案されている。作物に寄生するストライガなどの寄生植物の防除には、寄主がいない環境で強制的に発芽させて死滅させるための自殺発芽誘導剤の開発が進められている。
様々な植物の種子を発芽させた実生は、スプラウト（発芽野菜）として食用とされる。スプラウトは栄養豊富であることが知られており、食材として注目されている。スプラウトに用いられる植物はさまざまであるが、モヤシ（リョクトウなど）、貝割れ大根（ダイコン）、アルファルファ（ムラサキウマゴヤシ）、ソバなどのスプラウトが市場に出回っている。一方、貝割れ大根などのスプラウトで食中毒が起こる事例も報告されているが、これは発芽時に種子から糖類などが放出され、種子や苗に付着していた大腸菌などがそれを利用して繁殖しやすいためと考えられている。スプラウトを生産する種子に対しては、種子に付着した糸状菌等の胞子発芽を抑制するために抗糸状菌剤処理などが行われるが、これによる大腸菌の増殖を抑制する効果は低いとされており、他の防除方法が必要とされる。また日本では、2000年代から玄米をある程度発芽させて休眠状態にし、食べやすくした発芽玄米が急速に普及している。
発芽時にはデンプンを糖に分解するアミラーゼ（糖化酵素）が合成されるため、大麦を発芽させた麦芽は穀物酒の醸造などに利用されている。

### 胞子発芽の研究と利用
細菌の胞子は食品の変敗、食中毒、感染症などに大きく関係しているため、その胞子の休眠性や耐久性と共に、胞子の発芽についての研究が重要視されている。細菌胞子の発芽機構については枯草菌で特によく研究されており、発芽の分子的機構がかなりの部分解明されてきたが、コート層のタンパク質分解などの機構についてはほとんど研究が進んでいない。また糸状菌の分生胞子については芳香族硫シアン化合物などを主成分とした抗糸状菌剤によって発芽を抑制し、防除出来ることが知られている。
食用または薬用として用いる菌類（キノコ）の発芽については、育種や安定生産の観点から研究が進められている。育種においては、二種類の品種の担子胞子から発芽した一核菌糸体を交配させて二核菌糸体を作出し、それを生長させて新品種を作出するといった手法が用いられている。また、マツタケなど人工的な胞子の発芽方法が確立されていない種では、人工栽培に向けて胞子の発芽特性の研究が進められている。
一方、貝毒や赤潮の原因となる渦鞭毛藻などの発芽については、主にその防除や予防の目的で研究が進められている（例えば石川・石井（2007）など）。

### 植生復元、環境評価などへの発芽の利用
種子や胞子などの発芽を、植生復元への利用や環境評価の指標に用いる試みもある。よく知られた事例として、土壌シードバンクを掘り出して撒き出すことで、土壌中で休眠していた種子を発芽させ、植生を復活させる取り組みがある。例えば霞ヶ浦では、浮葉植物であるアサザの個体群を、土壌シードバンクから再生する事業が行われているが、これはアサザの種子が土壌シードバンクを形成しやすい発芽・休眠特性をもつことを利用したものである。しかし単に土壌を撒き出すだけでなく、発芽、定着に適した環境を同時に整備することが必要であるとされている。また土壌シードバンクは緑化材料などとしても活用されており、森林の表土を法面に吹きつけ、そこに含まれる埋土種子を発芽させて植物群落を形成させるという取り組みもある。
また海藻は、沿岸域の排水や有害物質の影響を評価する指標となりうるため、褐藻や紅藻といった海藻の胞子や遊走子が発芽可能か否かによって、有害物質量などを判定する方法が研究されている。例えば紅藻類の一種スサビノリの殻胞子の発芽率をもとに、重金属などの濃度を判定する方法が考案されている。